# PTGS2
La prostaglandina-endoperóxido sintasa 2, también conocida como PTGS2 o COX-2, es una proteína codificada en humanos por el gen ptgs2.
PTGS2 es una ciclooxigenasa, una enzima clave en la biosíntesis de prostanoides (prostaglandinas, prostaciclinas y tromboxanos). Esta enzima posee tanto actividad ciclooxigenasa como actividad peroxidasa. Se han descrito dos isoenzimas de PTGS: una constitutiva, PTGS1, y otra inducible, PTGS2, que difieren entre sí en su regulación de la expresión y en la distribución tisular. PTGS2 fue descubierta en 1991 en el laboratorio de Daniel Simmons en la Universidad de Brigham Young. La enzima PTGS2 presenta una identidad en la secuencia de aminoácidos del 86-89% con las proteínas ortólogas de ratón, rata, oveja, vaca, caballo y conejo. La PTGS2 humana se expresa en un limitado número de tipos celulares y es regulada por estímulos específicos, lo que sugiere que es responsable de la biosíntesis de prostanoides implicados en respuesta inflamatoria y en mitosis. Se ha observado que la expresión del gen ptgs2 queda desregulada en ciertos tumores epiteliales.

## Interacciones
La enzima PTGS2 ha demostrado ser capaz de interaccionar con:
- Caveolina 1[4]